# 羅漢駅
羅漢駅（らかんえき）は、かつて徳島県板野郡板野町羅漢に存在した日本国有鉄道（国鉄）鍛冶屋原線の駅（廃駅）である。電報略号は、ラカ。

## 歴史
- 1923年（大正12年）2月15日：阿波電気軌道（後の阿波鉄道）池谷 - 鍛冶屋原間開業と同時に開設[1]。
- 1933年（昭和8年）7月1日：阿波鉄道が国有化され国鉄阿波線の駅となる[2]。
- 1943年（昭和18年）11月1日：レール供出のため営業休止[3]。
- 1947年（昭和22年）7月15日：営業再開[4]。
- 1963年（昭和38年）4月1日：業務委託駅となる（日本交通観光社に委託）[5]。
- 1972年（昭和47年）1月16日：鍛冶屋原線廃線と同時に廃止[6]。

## 駅構造
営業末期はホーム1面1線。ホームに隣接して木造駅舎が建っていた。

## 駅周辺
当項では廃止後の周辺施設や道路を解説する。
- 徳島県道12号鳴門池田線
- 徳島県道・香川県道34号石井引田線
- 羅漢郵便局
- 板野町羅漢老人憩いの家
- 板野西部消防組合消防署
- 徳島バス「羅漢」停留所
- 羅漢タクシー

## 現況
駅跡はバス停となり、駅舎跡には板野町羅漢老人憩いの家が建てられた。廃線後40年が過ぎ、周辺の雰囲気が大きく様変わりし、この地に駅があったことを知らない世代も増えてきたことを受け、1998年（平成10年）3月1日、憩いの家敷地内に「国鉄羅漢駅跡」の碑が板野町によって建てられている。

## 隣の駅
日本国有鉄道
鍛冶屋原線
犬伏駅 - 羅漢駅 - 神宅駅